# Postel Sport FC
O Postel Sport FC é um clube de futebol do Benin. Disputa o Campeonato nacional do país.